# Søndre Campus (Københavns Universitet)
55°39′46.41″N 12°35′19.94″Ø / 55.6628917°N 12.5888722°Ø
Københavns Universitets Søndre Campus (tidligere kaldet Københavns Universitet Amager, forkortet KUA), er Københavns Universitets sydligste campusområde, beliggende syd for Njalsgade på Amager i den nordligste del af Ørestad. Størstedelen af Det Humanistiske Fakultet er placeret på Søndre Campus. 
Bygningerne ligger langs Njalsgade med metrostationen Islands Brygge mod vest og Bikuben-Kollegiet, Forbrugerstyrelsen og Amagerfælledvej mod øst. Området var oprindelig Amager Fælled, blev derefter regnet som en del af Islands Brygge, men er nu den allernordligste del af den nye bydel Ørestad. Ud over Bikubenkollegiet ligger de markante nye bygninger Tietgenkollegiet, IT-Universitetet og DR-Byen mod syd. Langs Njalsgade nord for Søndre Campus ligger den såkaldte Moskegrund og resterne af Faste Batteri.

## Gamle KUA
De gamle, nu nedrevne bygninger blev opført 1972-79. Komplekset blev tegnet af Eva og Nils Koppel i brutalistisk og modernistisk stil og kaldtes oprindelig KUMUA (Københavns Universitets midlertidige udflytning til Amager). Det blev bygget i billige materialer og standardelementer a 7,2 m bredde, da det var beregnet til kun at stå 5-10 år, hvorefter bygningerne eventuelt skulle udskibes som ulandsbistand eller ombygges til erhvervsformål. Grundplanen var opbygget som gange, der dannede uregelmæssige firkanter. Etagerne er forbundet med separate trapperum. Lokalerne er nummereret efter trappenummer, etage og rum, f.eks. 18.2.173 (trappe 18, 2. sal, lokale 173). Indretningen bar præg af 1970'ernes mørke farver og æstetik, og bygningerne blev ofte udskældt for at være upersonlige, forvirrende, have dårligt indeklima (og være afsides beliggende, før udviklingen af Ørestaden). I 1995 diskuterede man at flytte fakultetet til Kommunehospitalet, men det blev i stedet til Center for Sundhed og Samfund. Lektor (senere professor) i litteraturvidenskab Erik A. Nielsen skrev:
"KUA er et sted, hvor ånd overhovedet ikke kan leve. Byggeriet er så åndsforladt som nogen bygning i kongeriget, hangarer og supermarkeder medregnet. ... Enhver, der tilbagelægger en strækning igennem de uendelige gangarealer, vil: fyldes af en æstetisk ulyst, en tunghed i sjælen over en sådan monotoni og principiel grimhed. Enhver, der træder ind i et af undervisningslokalerne, der alle ligner hinanden til udmattelse, vil erfare, at disse omgivelser på samme tid er klangløse og støjende. Ikke bare er den fysiske lyd i rummene ydmygende, fordi den gør stemmer nøgne og slidte, men rummene mangler enhver overtone, som kan give undervisning, forelæsning og samtale flugt og fantasi."
Det gamle KUA havde dog også forskellige velholdte gårdhaver. Efter opførelsen af de nye bygninger blev nogle kvaliteter ved det gamle byggeri fremhævet og foreslået bevaret.

## Nye universitetsbygninger
Mod øst blev de første nye bygninger indviet i 2002; bygning 21-27, som er en samling aflange bygninger i beige sandsten. De er bygget op omkring en kanal fra Njalsgade, forbi Tietgenkollegiet og IT-Universitetet, som ender ved DR Byen og Karen Blixens Plads. Indretningen er præget af åbne områder, store vinduesflader, rette vinkler og minimalistiske farver (sort, hvid og stål).
Det humanistiske fakultetsbibliotek, en afdeling af Det Kongelige Bibliotek, ligger i en nyopført bygning fra 2008. Det lå tidligere på det gamle KUA.
Fase 2 af nybyggeriet blev taget i brug i efterårssemesteret 2013 og indviet officielt den 20. september 2013.
Den tredje fase af nybyggeriet stod færdigt i starten af 2017, hvor Det Teologiske Fakultet, Det Juridiske Fakultet samt Det Informationsvidenskabelige Akademi nu holder til. I denne forbindelse ændredes campusområdets navn officielt også til Søndre Campus, omend de bygningspartier, der blev konstrueret i de tre faser, stadig omtales som KUA1, KUA2 og KUA3.
Den fjerde og sidste fase blev færdiggjort med den officielle indvielse af Karen Blixens Plads i sommeren 2019. Pladsen er designet af et samarbejde mellem Cobe og EKJ Rådgivende Ingeniører og realiseret med en donation fra A.P. Møller Fonden.